# Hypogastrura christianseni
Hypogastrura christianseni är en urinsektsart som beskrevs av Riozo Yosii 1960. Hypogastrura christianseni ingår i släktet Hypogastrura och familjen Hypogastruridae. Inga underarter finns listade i Catalogue of Life.